# Borowy Młyn (osada leśna w województwie kujawsko-pomorskim)
Borowy Młyn – osada leśna w Polsce położona w województwie kujawsko-pomorskim, w powiecie świeckim, w gminie Warlubie.
W latach 1975–1998 miejscowość należała administracyjnie do województwa bydgoskiego.